# Radzanowo
Radzanowo è un comune rurale polacco del distretto di Płock, nel voivodato della Masovia.
Ricopre una superficie di 104,32 km² e nel 2004 contava 7 168 abitanti.